# Watermark (Art Garfunkel)
| Recensione                        | Giudizio |
| --------------------------------- | -------- |
| AllMusic                          | [ 4 ]    |
| The New Rolling Stone Album Guide | [ 5 ]    |
| Dizionario del Pop-Rock           | [ 6 ]    |

Watermark è il terzo album discografico da solista del cantante Art Garfunkel (membro del duo Simon & Garfunkel), pubblicato nel febbraio del 1978.

## Tracce

### LP
Tutte le tracce sono di Jimmy Webb, tranne dove indicato.
Lato A
1. Crying in My Sleep – 4:04
2. Marionette – 2:33
3. Shine It on Me – 3:27
4. Watermark – 2:44
5. Saturday Suit – 3:25
6. All My Love's Laughter – 3:58

Lato B
1. (What A) Wonderful World – 3:14 (Herb Alpert, Sam Cooke, Lou Adler)
2. Mr. Shuck'n Jive – 4:47
3. Paper Chase – 2:40
4. She Moved Through the Fair – 3:47 (Tradizionale; arrangiamento di Jimmy Webb, Paddy Moloney)
5. Someone Else (1958) – 2:15
6. Wooden Planes – 3:09

## Formazione
- Art Garfunkel - voce
- Jimmy Webb - tastiera
- Pete Carr - chitarra
- David Hood - basso
- Roger Hawkins - batteria
- Paul Simon - chitarra acustica, cori
- Ralph MacDonald - percussioni
- Tony Levin - basso
- Steve Gadd - batteria
- Stephen Bishop - chitarra, cori
- Tom Roady - percussioni
- Tommy Vig - vibrafono, cori
- Barry Beckett - pianoforte
- Thomas Latondre - percussioni, battito di mani
- Hugh McCracken - chitarra
- Bill Payne - sintetizzatore
- Rick Shlosser - batteria
- Craig Krampf - percussioni
- Richard Tee - pianoforte, Fender Rhodes
- Martin Fay - violino
- Sean Keane - violino
- Paddy Moloney - tin whistle
- Jack Schroer - sax
- Paul Desmond - sax alto
- Michael Tubridy - flauto
- Joe Farrell - flauto, oboe, corno inglese
- Derek Bell - armonica
- James Taylor, Alexandra Stavrou, Ed Hasselbrink, David Crosby, Leah Kunkel, Bob Dorough, Fred Farell, Shelley Hirsch - cori

Note aggiuntive
- Art Garfunkel - produttore (eccetto nel brano: (What A) Wonderful World)
- Phil Ramone - produttore (solo nel brano: (What A) Wonderful World)
- Barry Beckett - produttore associato
- Registrazioni effettuate al:
Muscle Shoals Sound Studios di Sheffield, Alabama
CBS Recording Studios di New York City, New York
Lombard Sound di Dublino, Irlanda
The Village Recorder di Westwood, California
Rudy Records di San Francisco, California
Cherokee Recording Studios di Hollywood, California
A&M Recording, Inc. di New York City, New York
- Dee Robb, Bruce Robb, Steve Melton, Anthony D'Amico, Richard Leech, Greg Hamm e Jim Boyer - ingegneri delle registrazioni
- Mixato al Cherokee Recording Studio #3 di Hollywood, California
- Brano: (What A) Wonderful World, mixato al A&R Recording, Inc. di New York City, New York
- Mastering effettuato al Mastering Lab di Hollywood, California da Doug Sax
- John Berg - design album e art direction
- Laurie Bird - fotografia copertina album originale
- Quest'album fu prodotto dal 7 dicembre 1976 al 23 dicembre 1977

## Classifica
Album
| Anno | Classifica            | Posizione raggiunta |
| ---- | --------------------- | ------------------- |
| 1978 | Billboard 200         | 19                  |
| 1978 | Official Albums Chart | 25                  |

Singoli
| Anno | Titolo del brano         | Classifica         | Posizione raggiunta |
| ---- | ------------------------ | ------------------ | ------------------- |
| 1978 | (What A) Wonderful World | Billboard Hot 100  | 17                  |
| 1978 | (What A) Wonderful World | Adult Contemporary | 1                   |